# Philippo Pettoletti
Philippo Pettoletti (født 1. marts 1783/1784 i Venedig, død 1. september 1845 i København) var en italiensk teaterentreprenør og artist.
Pettoletti kom til København cirka 1800 med Det store, italienske selskab der under Pasquale Casortis ledelse førte pantomimen til Danmark. Her optrådte han som stærk mand men senere, da han 1816 med sin familie efter nogle år i udlandet atter kom til landet, var han komiker og bajads hos Det Kuhnske selskab på Vesterbro Morskabsteater indtil han brød ud og 1827 fik bevilling til selv at starte et nyt forlystelsesteater uden for voldene. Oprindelig måtte teatret kun optræde om sommeren.
I 1828 lejede han Blaagaard Theater af bagermester Schur for sit nye Selskab. De ledende kunstnerlige kræfter var udover ham selv bl.a. broderen Joachim Pettoletti og Joseph L. Lewin. Repertoiret bestod af cirkusforestillinger og pantomimer, bl.a. en som skildrede "Napoleons Død og Begravelse paa Øen Sankt Helena", hvori Philippo Pettoletti agerede kejseren. Pettolettis far var musikeren og artisten Carlo Giovanni Pettoletti også kaldt Carl Johan Pettoletti (cirka 1748-1838). Teatret brændte 4. april 1833. Efter branden byggede Philippo Pettoletti Vesterbroes Ny Teater, som han ledte til sin død i 1845.
Kort efter, at Christian 8. var blevet konge, fremsendte Pettoletti en ansøgning om, at hans teater måtte lave opførelser hele året, men han fik i første omgang afslag, sikkert af hensyn til Det kgl. Teater. Så sendte han en ny ansøgning denne gang kun om opførelse af italienske operaer, og her greb kongen ind og gav sit samtykke. Kongen begrundede beslutningen med, at det ikke var rimeligt, at Det kgl. Teater skulle have monopol, samt at han forventede en bedre kvalitet i opførelserne, når der var konkurrence.
Pettoletti holdt premiere på Vesterbro den 18. november 1841 med en førsteopførelse i Danmark af en opera af Gaetano Donizetti. Kongen overværede den tredje opførelse og senere også ved opførelser af operaer af Rossini, "Norma" af Vincenzo Bellini og af Donizetti.
Efterfølgende blev der indgået en aftale om opførelser på hofteatret i bygningen ved Christiansborg Ridebane, hvor kongen den 6. januar 1842 kunne overvære førsteopførelsen af Donizettis "Lucia di Lammermmoor". Flere forestillinger fulgte, og da Christian 8. døde i 1848 fortsatte enkedronningen Caroline Amalie med opførelserne i endnu et par sæsoner.
Pettoletti var lærer for N.H. Volkersen, Tivolis berømte Pjerrot fremstiller, hvorved kontinuiteten med Giuseppe Casorti blev opretholdt. Selv spillede Pettoletti på sine ældre dage Kassanders rolle.
Philippo Pettoletti var i Danmark gift 1. gang med Helena Deba (1787-1821) og 2. gang med svenskeren Johanne Laurentia Kobb (1801-1848). Hans niece, datter til brodern Jean, Caroline Pettoletti (1824-1886) var 1851-1875 ansat ved Pantomimeteatret i Tivoli.
Han er begravet på Assistens Kirkegårds katolske afdeling.